# Shadow of Your Love
Shadow of Your Love est une chanson du groupe américain de hard rock Guns N' Roses. 
La chanson, écrite en 1983, sort sous forme de single le 4 mai 2018.

## Écriture et enregistrement
Shadow of Your Love est une chanson écrite par Axl Rose et Izzy Stradlin lorsqu'ils faisaient partie de Hollywood Rose, avec l'aide de Paul Tobias.
La chanson est enregistrée par Hollywood Rose sous forme de démo en 1984 et apparaît sur l'album The Roots of Guns N' Roses. La version de Guns N' Roses, enregistrée en décembre 1986, apparaît pour la première fois sur un EP datant de 1988 sorti exclusivement au Japon, Live from the Jungle.
Le batteur Steven Adler explique ainsi le contexte de la chanson : « La première chanson que nous avons joué ensemble était Shadow of Your Love, et Axl s'est pointé en retard. Nous étions déjà en train de jouer lorsqu'Axl est arrivé au milieu de la chanson, s'est saisi du micro et s'est mis à chanter comme un dingue. J'ai pensé « C'est génial ». Nous avons tout de suite compris le potentiel que nous avions. »
En décembre 1991, la chanson apparaît sur la face B du single Live and Let Die.
La chanson sort sous forme de single dans une nouvelle version le 4 mai 2018 pour promouvoir le coffret Locked N' Loaded et la remastérisation de l'album Appetite for Destruction.

## Personnel
- Axl Rose – chant
- Slash – guitare solo
- Izzy Stradlin – guitare rythmique, chœurs
- Duff McKagan – basse, chœurs
- Steven Adler – batterie, percussion